# Herbert Bamlett
Herbert Bamlett  (* 1. März 1882 in Gateshead; † 18. Oktober 1941 in Old Trafford) war ein englischer Fußballtrainer und -schiedsrichter.

## Karriere
Bamlett ist bis heute der jüngste Schiedsrichter, der je in einem FA-Cup-Finale pfeifen durfte. Er war 32, als er das Spiel zwischen FC Liverpool und FC Burnley leitete. Im Jahr 1914 begann Bamlett als Fußballtrainer zu arbeiten. Zuerst war er Trainer von Oldham Athletic während der goldenen Zeiten dieses Klubs. Weiters war er Trainer von Wigan Borough, FC Middlesbrough und Manchester United,  wo er 1931 von Walter Crickmer abgelöst wurde.

### Trainerstationen
- Oldham Athletic
- Wigan Borough (1921–1923)
- FC Middlesbrough (1923–1926)
- Manchester United (1927–1931)

| Personendaten    | Personendaten                                |
| ---------------- | -------------------------------------------- |
| NAME             | Bamlett, Herbert                             |
| KURZBESCHREIBUNG | englischer Fußballtrainer und Schiedsrichter |
| GEBURTSDATUM     | 1. März 1882                                 |
| GEBURTSORT       | Gateshead                                    |
| STERBEDATUM      | 18. Oktober 1941                             |
| STERBEORT        | Old Trafford                                 |